# 天津国际网球中心
天津国际网球中心，曾名天津团泊国际网球中心，位于天津市静海区团泊新城西区东北部的启动区，紧邻团泊新城西区的主轴线体育大道。天津国际网球中心，由美国KDG建筑设计有限公司主创设计，并获国际设计竞赛一等奖。2013年8月14日，2013年ITF国际男子网球巡回赛作为2013年东亚运动会的热身赛在天津国际网球中心举行，标志着场馆的正式启用。

## 建筑概况
天津国际网球中心总占地面积约292亩，总建筑面积约83,000平方米，共设二十二片场地，包括一座中心赛场、一座半决赛场和一座网球会所。其中，半决赛场建筑面积16,000平方米，可容纳观众4,000座，网球会所建筑面积约二万八千平方米。建筑由由美国KDG建筑设计有限公司主创设计，中建国际设计顾问有限公司负责施工图设计。该体育大道的西侧为团泊足球场和足球训练基地。

## 承办赛事
- 2013年ITF国际男子网球巡回赛
- 2013年东亚运动会网球项目
- 2014“天津健康产业园”ATP中国国际网球挑战赛天津站[2]
- 2017年WTA天津网球公开赛[3]
- 2019天津网球公开赛[4]